# Zitelmann
Zitelmann är ett tyskt efternamn, som burits av bland andra:
- Arnulf Zitelmann (född 1929), tysk författare av barn- och ungdonslitteratur och sakböcker
- Ernst Zitelmann (1852–1923), tysk jurist och skriftställare
- Katharina Zitelmann (1844–1926), tysk författare
- Konrad Zitelmann (1854–1897), tysk jurist och skriftställare
- Rainer Zitelmann (född 1957), tysk publicist